# 1507
1507 (MDVII) a fost un an comun al calendarului iulian, care a început într-o zi de vineri.

## Evenimente
- Amerigo Vespucci a emis ideea că teritoriile descoperite de Cristofor Columb sunt o nouă parte a lumii, care este America de astăzi.

## Nașteri
- 14 ianuarie: Ecaterina de Habsburg, soția regelui Ioan al III-lea al Portugaliei (d. 1578)
- 16 septembrie: Împăratul Jiajing al Chinei (d. 1567)

- Altan (Amda), han mongol (d. 1583)

## Decese
- 12 martie: Cesare Borgia om politic și cardinal spaniol (n. 1475)
- 23 februarie: Gentile Bellini  (n. 1429)
- 17 ianuarie: Cosimo Rosselli pictor italian (n. 1439)
- 2 aprilie: Francisc din Paola  (n. 1416)
- dată necunoscută: Mihaloğlu Ali Bey  (n. 1425)